# Elizabeth Peters
Pour les articles homonymes, voir Peters.
Elizabeth Peters, de son vrai nom Barbara Mertz, née le 29 septembre 1927 à Canton dans l'Illinois et morte le 8 août 2013 à Frederick dans le Maryland, est une écrivaine américaine et autrice de romans policiers. Les anglophones l'appellent MPM : Mertz - Peters - Michaels.

## Biographie
Elizabeth Peters ou Barbara Michaels est née le 29 septembre 1927 dans la petite ville de Canton dans l'Illinois (États-Unis). Elle est titulaire d'un doctorat en égyptologie de l'université de Chicago (1952). 
Elle écrit des romans policiers sous le pseudonyme de Peters, des thrillers quand elle s'appelle Barbara Michaels, et des livres d'égyptologie sous son vrai nom, Barbara Mertz.
En 1986, MPM a reçu l'une des distinctions les plus importantes du roman policier : le « Anthony Grand-master Award », et en 1998, le titre de « MWA Grandmaster ».
Elle a vécu dans une vieille ferme de la campagne du Maryland. Elle est plusieurs fois grand-mère, apprécie le jardinage, la couture (surtout les costumes de l'époque victorienne), la broderie, la musique et... la lecture. Elle adore les chats, en possède sept, ainsi qu'un chien.
Pleine d'humour, elle s'est mise elle-même en scène dans L'Énigme de la vallée des rois, à la recherche des archives perdues de la famille Emerson.

### Sous le nom Barbara Mertz

#### Les livres d'égyptologie
- (en) Temples, Tombs and Hieroglyphs, A Popular History of Egyptology
- (en) Red Land, Black Land, Daily Life in Ancient Egypt

#### Un livre sur Rome
- (en) Two Thousand Years in Rome

### Sous le pseudonyme Elizabeth Peters

#### SérieAmelia Peabody
Sous le pseudonyme d'Elizabeth Peters, créé en accolant les prénoms de ses deux enfants, cette égyptologue reconnue a entrepris de faire revivre les « grandes heures » de l'égyptologie au tournant du XXe siècle, lorsque l'Angleterre victorienne s'enthousiasmait pour les découvertes de Petrie ou de Maspero. D'où l'idée de recourir au mode d'expression le plus populaire, le roman policier, pour faire découvrir ce monde fascinant. C'est ainsi que devait naître, aux États-Unis, un inoubliable trio romanesque qui allait conquérir des millions de lecteurs dans plus de douze langues : l'indomptable Amelia Peabody, son mari, le savant et coléreux Emerson (Radcliffe), et leur imprévisible rejeton, Ramses.
1. Un crocodile sur un banc de sable ((en) Crocodile on the Sandbank, 1975)
2. La Malédiction des pharaons ((en) The Curse of the Pharaons, 1981)
3. Le Mystère du sarcophage ((en) The Mummy Case, 1985)
4. L'Ombre de Sethos ((en) Lion in the Valley, 1986)
5. La Onzième Plaie d'Égypte ((en) The Deeds of the Disturber, 1988)
6. Le Secret d'Amon-Râ ((en) The Last Camel Died at Noon, 1991)
7. Le Maître d'Anubis ((en) The Snake, the Crocodile, and the Dog, 1992)
8. La Déesse Hippopotame ((en) The Hippopotamus Pool, 1996)
9. L'Énigme de la momie blonde ((en) Seeing a Large Cat, 1997)
10. Le Papyrus de Thot ((en) The Ape Who Guards the Balance, 1998)
11. La Pyramide oubliée ((en) The Falcon at the Portal, 1999)
12. Le Maître des démons ((en) He Shall Thunder in the Sky, 2000)
13. Le Retour de Sethos ((en) Lord of the Silent, 2001)
14. La Nécropole des singes ((en) The Golden One, 2002)
15. La Vengeance d'Hathor ((en) Children of the Storm, 2003)
16. Les Aventuriers de l'oasis perdue ((en) Guardian of the horizon, 2004)
17. L'Uraeus de la couronne ((en) The Serpent on the Crown, 2005)
18. La Tombe de l'oiseau d'or ((en) The Tomb of the Golden Bird, 2006)
19. (en) A River in the Sky, 2010

#### SérieVicky Bliss
Vicky Bliss fit sa première apparition en 1973. Elizabeth Peters explique, dans l'avant-propos de L'énigme de la vallée des rois, que contrairement aux personnages de la série Amelia Peabody qui vieillissent normalement au fil des années et des volumes, son héroïne Vicky est intemporelle, et reste perpétuellement une jeune femme d'une petite trentaine, quoi qu'évoluant dans un univers contemporain à l'époque où ses aventures sont écrites.
Elizabeth Peters précise elle-même que s'il n'existe « officiellement » que six livres de la série Vicky Bliss, elle y a rattaché The Camelot Caper car le personnage de John Tregarth (alias Smythe), ex gentleman cambrioleur, antiquaire et amant de Vicky, apparaît dans ce livre qui préfigure la série de façon essentielle. John est aussi un descendant, probablement l'arrière-arrière-petit-fils, d'Amelia Peabody et Radcliffe Emerson.
1. La Bague mystérieuse ((en) The Camelot Caper)
2. Le Reliquaire, Nous Deux, 1977 ((en) Borrower of the Night)
3. L'Énigme des cinq lunes ((en) Street of Five Moons)
4. L'Énigme de l'ombre écarlate ((en) Silhouette in Scarlet)
5. (en) Trojan Gold
6. (en) Night Train to Memphis
7. L'Énigme de la vallée des rois ((en) The Laughter of Dead Kings)

#### SérieJacqueline Kirby
1. (en) The Seventh Sinner
2. (en) Murders of Richard III
3. (en) Die for Love
4. (en) Naked Once More

#### Romans non rattachés à une série
- La Tête du chacal ((en) The Jackal's Head)
- Les Secrets de la mer morte ((en) The Dead Sea Cipher)
- (en) The Night of 400 Rabbits
- (en) Legend in Green Velvet
- (en) Devil-May-Care
- (en) The Love Talker
- (en) Summer of the Dragon
- (en) Copenhagen Connection

### Sous le pseudonyme de Barbara Michaels
- (en) The Master of Blacktower
- (en) Sons of the Wolf
- (en) Ammie Come Home
- (en) Prince of Darkness
- (en) The Dark on the Other Side
- (en) The Crying Child
- (en) Greygallows
- (en) Witch
- (en) House of Many Shadows
- (en) Sea King's Daughter
- (en) Patriot's Dream
- (en) Wings of the Falcon
- (en) Wait for What Will Come
- (en) The Walker in Shadows
- (en) The Wizard's Daughter
- (en) Someone in the House
- (en) Black Rainbow
- (en) Here I Stay
- (en) The Grey Beginning
- (en) Be Buried in the Rain
- (en) Shattered Silk
- (en) Search the Shadows
- (en) Smoke and Mirrors
- (en) Into the Darkness
- (en) Vanish with the Rose
- (en) Houses of Stone
- (en) Stitches in Time
- (en) The Dancing Floor
- (en) Other Worlds